# Sabulodes gertruda
Sabulodes gertruda là một loài bướm đêm trong họ Geometridae.